# Matrimonio mistico di santa Caterina da Siena (Fra Bartolomeo)
Il Matrimonio mistico di santa Caterina da Siena è un dipinto a olio su tavola (257×218 cm) di Fra Bartolomeo, datata al 1511 e conservato nel Museo del Louvre di Parigi. L'opera è firmata "Orate Pro Pictore MDXI Bartholom Floren".

## Storia
La grande pala d'altare era originariamente destinata all'altare di santa Caterina nella chiesa di San Marco, ma nel 1512 il governo fiorentino decise di donarla a Jacques Hurault, vescovo di Autun e ambasciatore del re di Francia, per garantirsi un appoggio politico contro le mire dei Medici e degli imperiali. L'opera, come certifica la data, era sta completata nell'anno precedente, e l'anno dopo il frate ne dovette fare un'altra versione oggi a Palazzo Pitti..
Donata al capitolo della cattedrale di Autun, dopo le soppressioni arrivò al Louvre nel 1800.

## Descrizione
L'opera mostra l'insolita iconografia del matrimonio mistico di santa Caterina da Siena, ricalcato sull'episodio riguardante l'omonima santa Caterina d'Alessandria, in uso come soggetto dal medioevo.
La scena è ambientata entro la nicchia di una chiesa e sotto una tenda retta da angeli, imitante la Madonna del Baldacchino di Raffaello. A Raffaello si rifà anche la disposizione semicircolare dei santi attorno al trono di Maria (da sinistra Pietro, Lorenzo, Stefano, Francesco d'Assisi e Domenico che si abbracciano in segno di fratellanza, Bartolomeo e due martiri), che esplorano la spazialità disponibile. Rispetto al modello però Fra Bartolomeo accrebbe la monumentalità delle figure e variò maggiormente le attitudini dei personaggi.
Evidenti sono le ampie campiture di colore, tra le caratteristiche più tipiche dello stile di Fra Bartolomeo, unite alla monumentalità dei personaggi e all'atmosfera solenne e pacata, dove i movimenti appaiono rallentati. Spicca la giocosità degli angioletti in alto, raffigurati in scorci a contrapposto.